# Euphorbia albertensis
Euphorbia albertensis är en törelväxtart som beskrevs av Nicholas Edward Brown. Euphorbia albertensis ingår i släktet törlar, och familjen törelväxter. Inga underarter finns listade i Catalogue of Life.